# Mexiko-Cup
Der Mexiko-Cup 1985 war ein kleines internationales Fußballturnier, das vom 2. Juni bis 15. Juni 1985 in Mexiko, dem Gastgeber der Fußball-Weltmeisterschaft 1986, ausgetragen wurde. Die Spiele fanden in der Hauptstadt Mexiko-Stadt statt, und zwar alle im Estadio Azteca. Die Besonderheit des Turniers bestand in der Aufteilung in zwei Wettbewerbe – Ciudad de Mexico Cup & Azteca 2000 Tournament –, wobei das letzte Spiel des Ciudad de Mexico Cup gleichzeitig das erste Spiel des Azteca 2000 Turnier war.

## Teilnehmer
Eingeladen waren, neben dem Ausrichter Mexiko, folgende Nationen:
- Italien, damals amtierender Weltmeister
- England
- Deutschland

Das Turnier diente zum einen als Test für die Weltmeisterschaft im Jahre 1986 und gerade für die europäischen Teams dazu, die schwierigen und ungewohnten Bedingungen im Austragungsland zu studieren.

## Resultate

### Ciudad de Mexico Cup: (2. Juni – 9. Juni 1985)
Mexiko - Italien     1:1 
Italien - England    2:1 
Mexiko - England     1:0 
Gesamtsieger: Italien

### Azteca 2000: (9. Juni – 15. Juni 1985)
Mexiko - England 1:0
Deutschland - England 0:3
Mexiko - Deutschland 2:0
Gesamtsieger: Mexiko